# Peperomia hirtipeduncula
Peperomia hirtipeduncula är en pepparväxtart som beskrevs av C. Dc.. Peperomia hirtipeduncula ingår i släktet peperomior, och familjen pepparväxter. Inga underarter finns listade i Catalogue of Life.